# Groningen
Groningen je město v Nizozemsku, hlavní město stejnojmenné provincie. Ve městě žije přibližně 190 000 obyvatel a jedná se tak o největší město v severní části země – v Nizozemsku je tedy přezdíváno „metropole Severu“.
Groningen je také vzdělávacím a obchodním centrem regionu. Říšská univerzita zde byla založena roku 1614. Ke studiu na zdejších vysokých školách je zapsáno přibližně 40 000 studentů, a město je tak známé rušným nočním životem. Úspěšný je místní fotbalový klub FC Groningen, který hraje svá domácí utkání na stadionu Euroborg.

## Památky
- Kostel sv. Martina, založen jako pozdně gotický katolický roku 1469, přestavěn na reformační v 16. století
- Groote Markt - Velké tržiště, centrum osídlení od raného středověku (7. století)
- Radnice -novoklasicistní budova se sloupovým portikem, z roku 1792

## Sport
Ve městě působí fotbalový klub FC Groningen.

## Významní rodáci
- Daniel Bernoulli (1700–1782), švýcarský fyzik a matematik
- Heike Kamerlingh Onnes (1853–1926), fyzik
- Willem Jan Aalders (1870–1945), teolog
- Johan Huizinga (1872–1945), kulturní historik
- Rutger Smith (* 1981), koulař a diskař
- Arjen Robben (* 1984), fotbalista

## Partnerská města
- Džabalíja, Palestinská autonomie
- Kaliningrad, Rusko
- Katovice, Polsko
- Murmansk, Rusko
- Newcastle upon Tyne, Spojené království
- Odense, Dánsko
- Oldenburg, Německo
- San Carlos, Nikaragua
- Štýrský Hradec, Rakousko
- Tallinn, Estonsko
- Tchien-ťin, Čína
- Zlín, Česko